# 小行星7042
小行星7042（7042 Carver）是一颗绕太阳运转的小行星，为主小行星带小行星。该小行星于1933年3月24日发现。

## 轨道参数
小行星7042的轨道半长轴为2.2890360 UA，离心率为0.219。